# Grażyna Rabsztyn
Pour les articles homonymes, voir Rabsztyn.
Grażyna Józefa Rabsztyn (née le 20 septembre 1952 à Wrocław) est une athlète polonaise spécialiste des courses d'obstacles, vainqueur des Championnats d'Europe en salle à trois reprises et ancienne détentrice du record du monde du 100 mètres haies.

## Carrière sportive
Médaillée de bronze en 1972, Grażyna Rabsztyn remporte trois titres de championne d'Europe en salle consécutifs sur 60 m haies, en 1974, où elle est créditée du même temps que l'Est-allemande Annerose Fiedler (8 s 04), en 1975 après avoir devancé la détentrice du record du monde du 100 m haies Annelie Ehrhardt, et en 1976 en descendant sous la barrière des 8 secondes (7 s 96).
Le 10 juin 1978, Rabsztyn améliore le record du monde du 100 m haies en réalisant 12 s 48 lors du meeting de Fürth, succédant ainsi à Annelie Ehrhardt, auteur de la meilleure marque mondiale depuis 1972. Elle égale son propre record un an plus tard, le 18 juin 1979 lors du meeting de Varsovie, et l'améliore le 12 juin 1980 en réalisant, lors du même meeting polonais, 12 s 36 dans des conditions météorologiques favorables (+ 1,9 m/s). Ce record ne sera amélioré qu'en 1986 par la Bulgare Yordanka Donkova.

## Palmarès
| Année | Compétition                    | Lieu         | Résultat |
| ----- | ------------------------------ | ------------ | -------- |
| 1972  | Championnats d'Europe en salle | Grenoble     | 3e       |
| 1974  | Championnats d'Europe en salle | Göteborg     | 1re      |
| 1975  | Championnats d'Europe en salle | Katowice     | 1re      |
| 1976  | Championnats d'Europe en salle | Munich       | 1re      |
| 1978  | Championnats d'Europe en salle | Milan        | 2e       |
| 1979  | Championnats d'Europe en salle | Vienne       | 2e       |
| 1980  | Championnats d'Europe en salle | Sindelfingen | 2e       |
| 1980  | Jeux olympiques                | Moscou       | 5e       |